# فرودگاه دنگ تاک
فرودگاه دنگ تاک (به انگلیسی: Dong Tac Airport) (به زبان بومی: Sân bay Đông Tác) یک فرودگاه همگانی با کد یاتا TBB است که یک باند فرود بتن دارد و طول باند آن ۲۹۰۲ متر است. این فرودگاه در کشور ویتنام قرار دارد و در ارتفاع ۶ متری از سطح دریا واقع شده‌است.

## شرکت‌های هواپیمایی و مقصدهای پروازی
| شرکت‌های هواپیمایی               | مقصدهای پروازی       |
| ------------------------------- | -------------------- |
| Jetstar Pacific                 | تان سون نهات، نوا به |
| ویت‌جت ایر                       | نوا به               |
| ویتنام ایرلاینز                 | نوا به               |
| ویتنام ایرلاینز اجرا توسط VASCO | تان سون نهات         |